# Laia Salicrú i Moscoso
Laia Salicrú i Moscoso (Arenys de Mar, Maresme, 4 de gener de 1989) és una portera d'hoquei sobre patins catalana.
Formada al Club Hoquei Arenys de Mar, va jugar al Centre d'Esports Arenys de Munt amb el qual va aconseguir un subcampionat de la Copa d'Europa de 2007. La temporada 2008-09 va fitxar pel Cerdanyola Club Hoquei amb el qual va guanyar una Lliga espanyola i una Copa de la Reina la temporada 2009-10. Posteriorment, va jugar al Girona Club Hoquei entre 2011 i 2013, el Cs Noisy Le Grand de la lliga francesa entre 2013 i 2017 amb el qual va guanyar un Campionat de França el 2014, i des de la temporada 2017-18 amb el Reus Deportiu femení. Internacional tant amb la selecció espanyola en categories inferiors, va aconseguir un Campionat d'Europa sub-19 (2005) i sub-18 (2007). Amb la selecció absoluta va aconseguir tres Campionats d'Europa (2009, 2011 i 2013) i un subcampionat (2007), i un Campionat del Món (2008). Amb la selecció catalana d'hoquei sobre patins va ser internacional en disset ocasions, aconseguint dues Blanes Golden Cup (2007 i 2009) i un subcampionat de la Copa Amèrica de 2007. També hi va disputar el Torneig Nadal Sobre Rodes.
Entre d'altres reconeixements, va rebre el Diploma de mèrit de la Reial Federació Espanyola de Patinatge el 2008.

## Palmarès
Clubs
- 1 Lliga espanyola d'hoquei sobre patins femenina: 2009-10
- 1 Copa espanyola d'hoquei sobre patins femenina: 2009-10
- 1 Campionat de França d'hoquei sobre patins femení: 2013-14

Selecció catalana
- 1 medalla d'argent a la Copa Amèrica d'hoquei patins femenina 2007
- 2 Golden Cup: 2007 i 2009

Selecció espanyola
- 1 medalla d'or al Campionat del Món d'hoquei patins femení: 2008
- 1 medalla d'argent al Campionat del Món d'hoquei patins femení: 2012
- 1 medalla de bronze al Campionat del Món d'hoquei patins femení: 2010
- 3 medalles d'or al Campionat d'Europa d'hoquei patins femení: 2009, 2011, 2013
- 1 medalles d'argent al Campionat d'Europa d'hoquei patins femení: 2007